# Травневое (Сватовский район)
Травне́вое (укр. Травневе, до 2016 г. — Первома́йск, до 1918 г. — Белоцерко́вка) — село, относится к Сватовскому району Луганской области Украины.
Население по переписи 2001 года составляло 490 человек. Почтовый индекс — 92643. Телефонный код — 6471. Занимает площадь 47,823 км². Код КОАТУУ — 4424085001.

## Местный совет
92643, Луганская обл., Сватовский р-н, с. Травневое, ул. Будённого, 86